# Pangkalan Balai
Pangkalan Balai is een bestuurslaag in het regentschap Banyuasin van de provincie Zuid-Sumatra, Indonesië. Pangkalan Balai telt 9221 inwoners (volkstelling 2010).